# Jean-François Gossiaux
Jean-François Gossiaux   (segle XX) és un etnòleg francès.

## Biografia
Doctor en antropologia social i històrica (1984) i especialista dels Balcans, Jean-François Gossiaux és director d'estudis de l'Escola d'Estudis Superiors en Ciències Socials (EHESS) i director de l'Institut Interdisciplinari d'Antropologia Contemporània.

## Obres
- Avoir seize ans dans les Ardennes (en francès).  París: CTHS, 1992.
- Pouvoirs ethniques dans les Balkans (en francès).  París: Presses universitaires de France, 2002 (Ethnologies ).
- Les Débris épars du progrès: évolutionnisme versus anthropologie (en francès).  París: Maison des sciences de l'homme, 2016 (Le (Bien) commun).